# Brutus (Cicerone)
Il Brutus (in italiano Bruto, dal nome del dedicatario) è un dialogo platonico di Cicerone sull'oratoria romana, scritto nel 46 a.C. Il libro vede come protagonisti lo stesso Cicerone, l'amico Attico e appunto Bruto. L'opera, facente parte di una cosiddetta trilogia includente il De oratore e l'Orator, ha come tema la polemica contro gli atticisti romani.

## Contenuto
L'ambientazione è la villa di Cicerone a Tuscolo e la parola all'inizio viene presa da Attico e Bruto. I due sostengono che il neoatticismo sia lo stile migliore per l'eloquenza romana, politica e giudiziaria. Era questa una tendenza, in voga presso alcuni giovani oratori romani del tempo, a ricercare un ideale oratorio di eleganza semplice e pura, rifuggente dagli artifici "asiani"; in ciò s'ispirava ad analoghe correnti puristiche greche, orientate all'imitazione degli oratori attici e di Lisia in particolare. L'atticismo romano, di cui Bruto era seguace, rimproverava a Cicerone appunto la ridondanza asiana.
Durante il suo primo periodo di carriera forense, Cicerone aveva abbracciato pienamente questa dottrina, seguendo inoltre l'esempio dell'avvocato e politico Ortensio, che soleva usare frasi ridondanti ed enfatiche per abbellire le sue orazioni. Tuttavia dopo le prime prove oratorie Cicerone iniziò a distaccarsi da questi modelli, orientandosi verso una maggiore moderazione e varietà stilistica, secondo le circostanze del caso: per esempio lo stile sublime, consono ad una difesa per alto tradimento, risulterebbe ridicolo in una causa civile per la proprietà d'un terreno.
Tracciando brevemente un resoconto della storia dell'oratoria ateniese e attica, Cicerone immagina pian piano la nascita della politica greca e delle prime forme di discorsi in pubblico, giungendo al famoso oratore Demostene. Costui è definito da Cicerone come il vero modello per l'oratore, perché pur essendo attico quanto Lisia usava uno stile più vario, elaborato e complesso. Invece gli atticisti si affannavano a ricercare un'essenzialità nel linguaggio contraria alla buona eloquenza, che conosce lo stile opportuno per ogni occasione senza cadere nella freddezza e monotonia. Per Cicerone l'errore degli atticisti, come Bruto e Attico, è dunque quello di confondere semplicità con stringatezza, e di volerla usare anche ove l'importanza dell'argomento richieda uno stile più elevato e copioso.
Per confutare le ragioni degli interlocutori Cicerone offre una lunga e dettagliata storia dell'eloquenza romana dalle origini fino ai suoi tempi (dichiara esplicitamente di non voler trattare di personaggi viventi, ad eccezione di sé, di Cesare e di Marcello), che costituisce la nostra più cospicua fonte in proposito.